# Закон за висшето образование
Закон за висшето образование е закон в България, с който се уреждат устройството, функциите, управлението и
финансирането на висшето образование в Република България.